# Aphis nelsonensis
Aphis nelsonensis är en insektsart. Aphis nelsonensis ingår i släktet Aphis och familjen långrörsbladlöss. Inga underarter finns listade i Catalogue of Life.